# Alexander II Zabinas
Alexander II, bijgenaamd Zabinas, wordt voor het eerst genoemd als opstandeling in het Seleucidische Rijk in het jaar 129 v.Chr., het jaar waarin koning Antiochus VII Sidetes ten onder ging in de strijd tegen de Parthen. Diens broer Demetrius II Nicator, op dat moment krijgsgevangen in het Parthische Rijk, keerde terug naar Antiochië en slaagde erin zijn macht te consolideren, al bleef Alexander II een bron van ergernis.
Hoe, waarom en wanneer hij in opstand is gekomen, is niet goed bekend. Hij kan een zoon zijn van Alexander I Balas, of een avonturier die in het interregnum tussen de regeringen van Antiochus VI en Demetrius II een kans zag. Wat wel duidelijk is, is dat hij vanaf 128 v.Chr. kon rekenen op steun van de Ptolemaeïsche koning Ptolemaeus VIII Physcon, die met deze interventie in Syrië hoopte een interventie van Demetrius in Egypte te pareren.
In 126 v.Chr. zag Demetrius gelegenheid met Alexander af te rekenen, maar hij werd verslagen bij Damascus. Lang kon Alexander echter niet genieten van zijn zege: Demetrius' zoon en opvolger Antiochus VIII Grypus versloeg hem vrijwel onmiddellijk en nam de heerschappij over.